# Sertularella tilesii
Sertularella tilesii är en nässeldjursart som beskrevs av Gustav Heinrich Kirchenpauer 1884. Sertularella tilesii ingår i släktet Sertularella och familjen Sertulariidae. Inga underarter finns listade i Catalogue of Life.